# Гринвіч (містечко, Нью-Йорк)
Гринвіч (англ. Greenwich) — місто (англ. town) в США, в окрузі Вашингтон штату Нью-Йорк. Населення — 4868 осіб (2020).

## Демографія
Згідно з переписом 2010 року, у місті мешкали 4942 особи в 1998 домогосподарствах у складі 1385 родин. Було 2247 помешкань
Расовий склад населення:
| - 97,6 % — білих - 0,6 % — азіатів - 0,5 % — чорних або афроамериканців - 0,1 % — вихідців з тихоокеанських островів - 0,1 % — корінних американців |

До двох чи більше рас належало 1,0 %. Частка іспаномовних становила 0,8 % від усіх жителів.
За віковим діапазоном населення розподілялося таким чином: 22,1 % — особи молодші 18 років, 62,6 % — особи у віці 18—64 років, 15,3 % — особи у віці 65 років та старші. Медіана віку мешканця становила 43,8 року. На 100 осіб жіночої статі у місті припадало 97,3 чоловіків;  на 100 жінок у віці від 18 років та старших — 93,6 чоловіків також старших 18 років.
Середній дохід на одне домашнє господарство  становив 77 540 доларів США (медіана — 59 609), а середній дохід на одну сім'ю — 90 337 доларів (медіана — 76 167). Медіана доходів становила 53 026 доларів для чоловіків та 37 284 долари для жінок. За межею бідності перебувало 10,0 % осіб, у тому числі 10,2 % дітей у віці до 18 років та 1,7 % осіб у віці 65 років та старших.
Цивільне працевлаштоване населення становило 2601 особа. Основні галузі зайнятості: освіта, охорона здоров'я та соціальна допомога — 23,1 %, науковці, спеціалісти, менеджери — 15,1 %, роздрібна торгівля — 13,4 %.